# Franco-American Automobile Company
Franco-American Automobile Company war ein US-amerikanischer Hersteller von Automobilen.

## Unternehmensgeschichte
Richard Currier kaufte im September 1902 auf einer Auktion die Reste der Automobile Company of America, allerdings auch deren Verbindlichkeiten. Danach gründete er hastig ein neues Unternehmen in Marion in New Jersey. Er beabsichtigte, in dem Werk Fahrzeuge nach einer Lizenz von Rochet-Schneider herzustellen und als Pedro zu vermarkten. Doch dazu kam es nicht. Stattdessen komplettierte er einige unfertige Fahrzeuge aus dem übernommenen Werk. Der Markenname lautete Franco-American. Bereits im November desselben Jahres endete die Produktion. Die Schulden waren zu groß.
Die Pan-American Motor Company wird als Nachfolger genannt.
Es gab keine Verbindung zur Franco-American Car Company, die 1907 den gleichen Markennamen benutzte.

## Fahrzeuge
Die Fahrzeuge entsprachen einem Modell des Gasmobile. Sie waren als Stanhope karosseriert. Das lässt den Schluss zu, dass sie Dreizylindermotoren hatten, denn alle Stanhopes des Gasmobile hatten Dreizylindermotoren.